# Wolfgang Paul
Wolfgang Paul (10. srpna 1913 Zeithain – 7. prosince 1993 Bonn) byl německý fyzik, který se podílel na vývoji metody iontové pasti. Za to získal spolu s Hansem Georgem Dehmeltem půlku Nobelovy ceny za fyziku za rok 1989. Druhou půlku získal Norman Foster Ramsey.
Narodil se 10. srpna 1913 v Zeithainu v Německu. Vyrůstal v Mnichově. Po několika letech strávených na Technické univerzitě Mnichov přestoupil v roce 1934 na Technickou univerzitu Berlín, kde roku 1937 získal diplom ve skupině Hanse Geigera. V roce 1940 získal titul Ph.D. na Technické univerzitě Berlín. Několik let působil jako soukromý lektor na Univerzitě v Göttingenu. Stal se profesorem experimentální fyziky na Univerzitě v Bonnu, kde působil v letech 1952–1993. Od roku 1965 do roku 1967 byl ředitelem oddělení jaderné fyziky v CERNu.
Během druhé světové války se zabýval separací izotopů, která je potřebná pro vývoj jaderných zbraní.